# Leandro Bottasso
Leandro Hernán Bottasso (Bell Ville, 23 de abril de 1986) es un exciclista profesional argentino de pista y ruta. Ganó su primer oro nacional en 2005, con 23 medallas, es el ciclista argentino más ganador de la historia.
Fue Ganador del Córdoba Cuna de Campeones de 2005 y 2006. En 2009, fue miembro del equipo de ciclismo Colavita-Sutter Home. En 2016, obtuvo tres medallas de oro el Campeonato Nacional de Ciclismo Pista, en tres pruebas: Keirin, velocidad por equipos e individual. Esos logros elevaron a 21 sus conquistas a nivel nacional y superó así a un histórico como Juan Curuchet.
En 2020 obtuvo el Premio Konex - Diploma al Mérito como uno de los 5 mejores ciclistas de la última década en la Argentina.
En 2024 se retiró del ciclismo profesional.

## Palmarés
2002
- Subcampeón argentino Junior en Velocidad, Santa Fe.

2003
- Campeón argentino Juvenil 500 m y Velocidad, Córdoba.
- Campeón argentino (Junior) Keirin, Córdoba.
- Campeón argentino (Junior), en Velocidad Individual, Córdoba.
- Campeón argentino (Junior), en Velocidad por Equipos, Córdoba.
- Campeón Panamericano (Juvenil), Velocidad Olímpica, Santiago de Chile.
- Campeón Panamericano (Juvenil) Kilómetro, Santiago de Chile.

2004
- Campeón argentino (Junior) en Velocidad Individual, Mar del Plata.
- Campeón argentino (Junior) en Velocidad por Equipos, Mar del Plata.
- Subcampeón Panamericano Juvenil, Velocidad por Equipos, Mar del Plata.

2005
- Campeón argentino Elite Velocidad Individual, San Juan.
- Campeón argentino de Elite, en Keirin, San Juan.
- Subcampeón argentino Elite, Kilómetro, San Juan.
- Cuarto en el Panamericano de Ciclismo, en Kilómetro, Mar del Plata.

2006
- Campeón argentino Elite Velocidad Individual, San Luis.
- Campeón argentino en Keirin, San Luis.
- Campeón Panamericano Elite, Keirin, San Pablo, Brasil.

2007
- Campeón argentino Elite, Velocidad Individual, Mar del Plata.
- Campeón argentino en Keirin, Mar del Plata.
- Medalla de bronce en Keirin, Juegos Panamericanos de Río de Janeiro.

2011
- Medalla de bronce en Keirin, Juegos Panamericanos de Guadalajara.
- Campeón argentino de Velocidad por Equipos, Mar del Plata.
- Campeón argentino de Velocidad Individual, Mar del Plata.
- Campeón argentino de Keirin, Mar del Plata.

2012
- Campeón argentino de Velocidad por Equipos, Mar del Plata.
- Campeón argentino de Velocidad Individual, Mar del Plata.
- Campeón argentino de Keirin, Mar del Plata.

2013
- Campeón argentino de Velocidad, San Juan.
- 3.º en Campeonato Panamericano de Keirin, Aguascalientes, México.
- 4.º en Campeonato Panamericano de Velocidad, Aguascalientes, México.

2014
- Medalla de bronce en Keirin, en los Juegos Odesur.

2015
- Campeón argentino de Velocidad por Equipos, Mar del Plata.
- Campeón argentino de Velocidad Individual, Mar del Plata.
- Campeón argentino de Keirin, Mar del Plata.

2016
- Campeón argentino de Velocidad por Equipos, San Juan.
- Campeón argentino de Velocidad Individual, San Juan.
- Campeón argentino de Keirin, San Juan.

2018
- Medalla de bronce en Keirin, Juegos Suramericanos.

2019
- Medalla de bronce en Keirin, Juegos Panamericanos de Lima.